# Dipartimento di Junín (Mendoza)
Junín è un dipartimento argentino, situato nella parte centro-settentrionale della provincia di Mendoza, con capoluogo Junín.

## Geografia fisica
Il dipartimento fu istituito il 18 gennaio 1859; esso confina con i seguenti dipartimenti: San Martín, Santa Rosa, Rivadavia, Luján de Cuyo e Maipú.

## Società

### Evoluzione demografica
Secondo il censimento del 2001, su un territorio di 263 km², la popolazione ammontava a 35.045 abitanti, con un aumento demografico del 23,32% rispetto al censimento del 1991.
Abitanti censiti

## Amministrazione
Il dipartimento, come tutti i dipartimenti della provincia, è composto da un unico comune, suddiviso in 10 distretti (distritos in spagnolo), che corrispondono agli agglomerati urbani disseminati sul territorio:
- Algarrobo Grande
- Alto Verde
- Ingeniero Giagnoni
- Junín, sede municipale
- La Colonia
- Los Barriales
- Medrano
- Mundo Nuevo
- Phillips
- Rodríguez Peña